# Sân bay Bhavnagar
Sân bay Bhavnagar (IATA: BHU, ICAO: VABV) là một sân bay ở gần Bhavnagar, bang Gujarat, Ấn Độ. Sân bay này có một đường băng dài 1.920 m rải nhựa đường.

## Các hãng hàng không và các tyến điểm
- Jet Airways, Mumbai.
- Kingfisher Airlines do Air Deccan điều hành (Mumbai).